# Stachycephalum mexicanum
Stachycephalum mexicanum là một loài thực vật có hoa trong họ Cúc. Loài này được Sch.Bip. ex Benth. miêu tả khoa học đầu tiên năm 1872.